# Aglossorrhyncha
Aglossorrhyncha é um género botânico pertencente à família das orquídeas (Orchidaceae).
As espécies do gênero estão distribuídas por Papua-Nova Guiné, Ilhas Molucas (Indonésia) e Austrália.

## Sinonímia
- Aglossorhyncha Schltr. (1905), var. ort.

## Espécies
O gênero Aglossorrhyncha possui 13 espécies reconhecidas atualmente.
- Aglossorrhyncha aurea Schltr.
- Aglossorrhyncha biflora J.J.Sm.
- Aglossorrhyncha bilobula Kores
- Aglossorrhyncha fruticicola J.J.Sm.
- Aglossorrhyncha galanthiflora J.J.Sm.
- Aglossorrhyncha jabiensis J.J.Sm.
- Aglossorrhyncha lucida Schltr.
- Aglossorrhyncha micronesiaca Schltr.
- Aglossorrhyncha peculiaris J.J.Sm.
- Aglossorrhyncha serrulata Schltr.
- Aglossorrhyncha stenophylla Schltr.
- Aglossorrhyncha torricellensis Schltr.
- Aglossorrhyncha viridis Schltr.